# Cosmophasis bitaeniata
Espèce
Synonymes
- Sobara bitaeniata Keyserling, 1882
- Selaophora rubra Keyserling, 1882

Cosmophasis bitaeniata est une espèce d'araignées aranéomorphes de la famille des Salticidae.

## Distribution
Cette espèce se rencontre en Indonésie et en Océanie. Elle a été observée en Australie au Queensland et dans le Territoire du Nord,, en Papouasie-Nouvelle-Guinée en Nouvelle-Guinée orientale,, en Micronésie,, en Indonésie en Nouvelle-Guinée occidentale et aux Moluques et aux Fidji.

## Habitat
Cette espèce affectionne les arbres et les buissons où l'on trouve des nids de fourmis Oecophylla smaragdina. Elle peut être observée dans les vergers ou les plantations de manguiers (Mangifera indica).

## Description

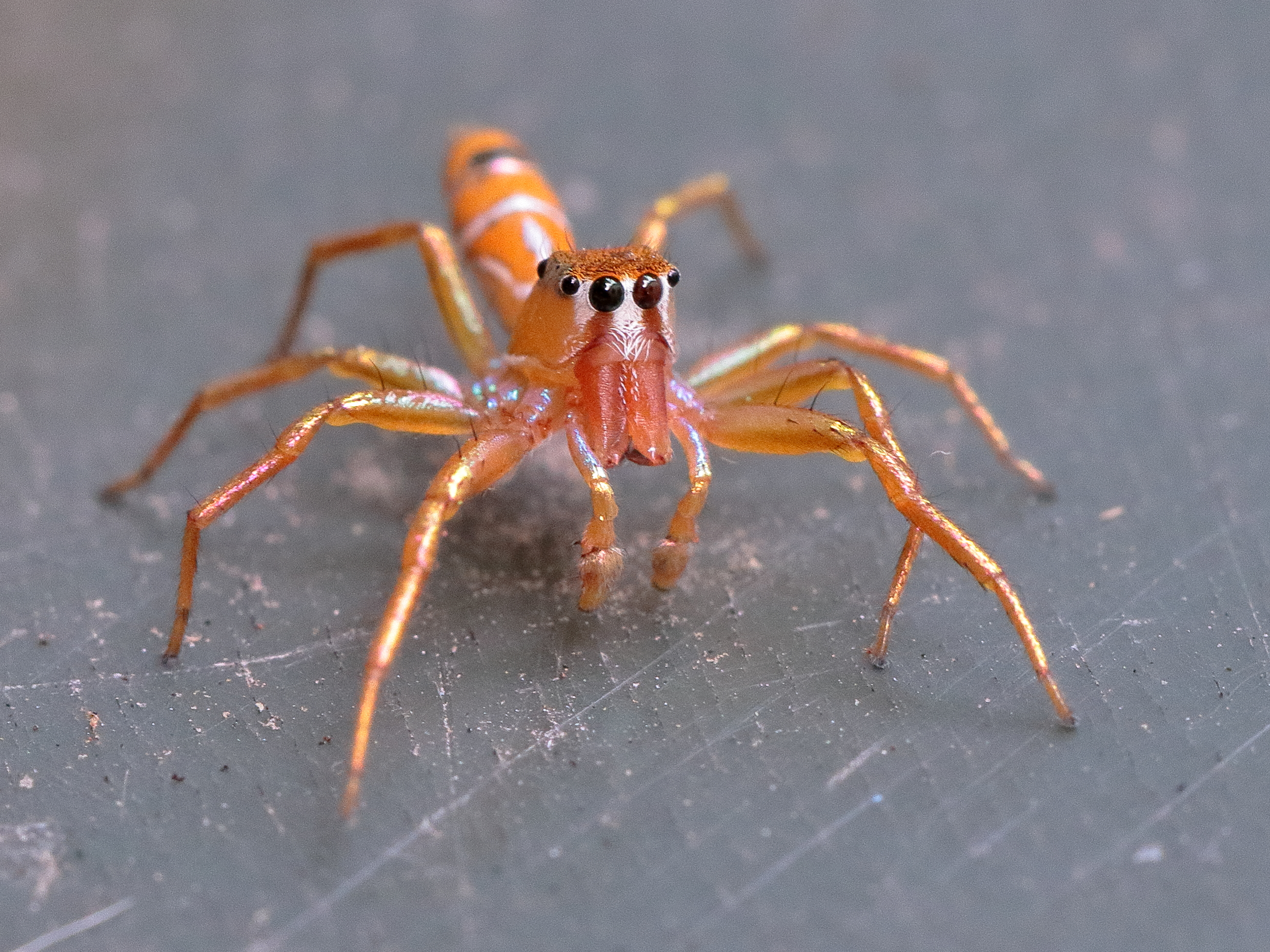
Cosmophasis bitaeniata

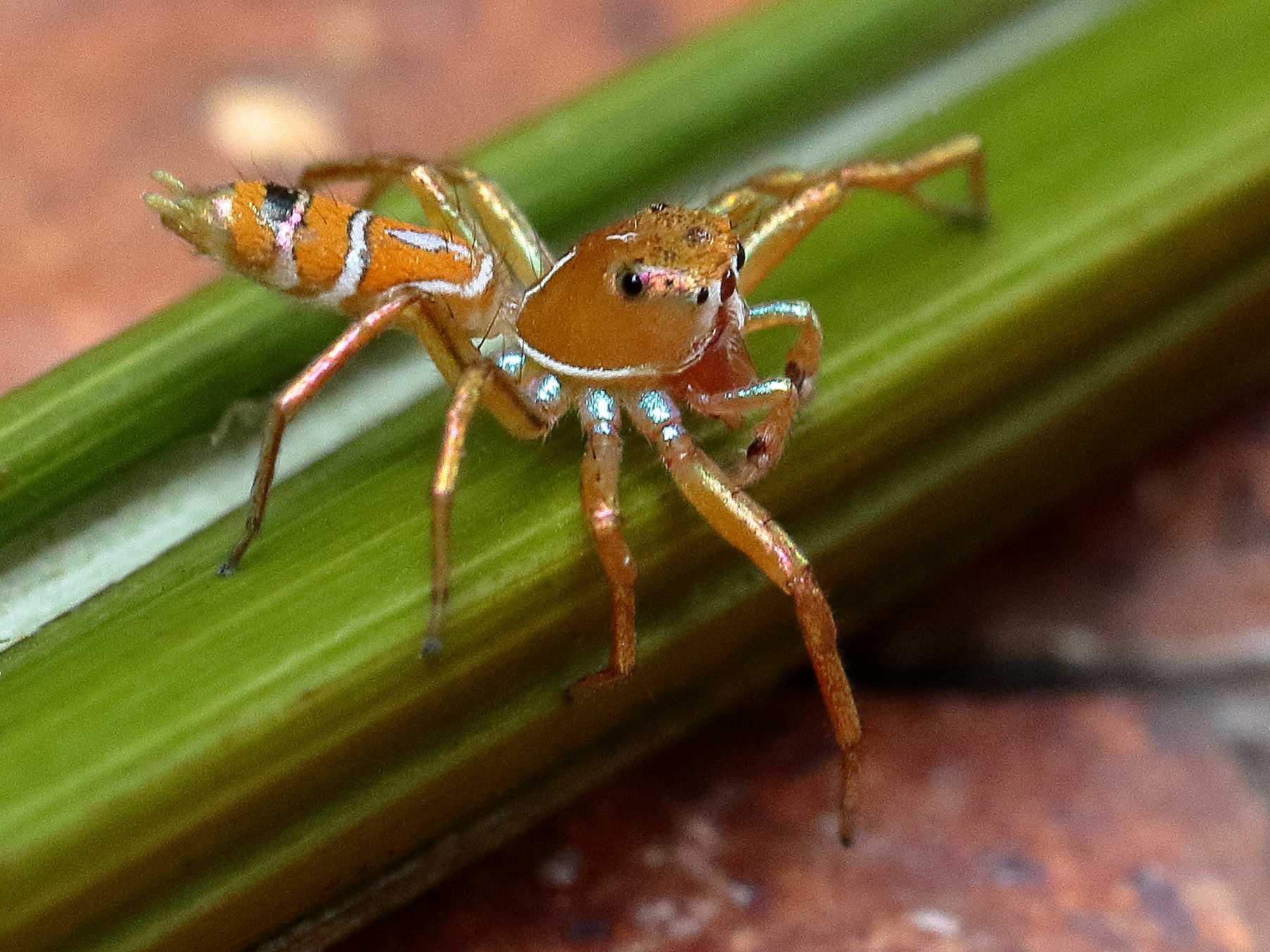
Cosmophasis bitaeniata

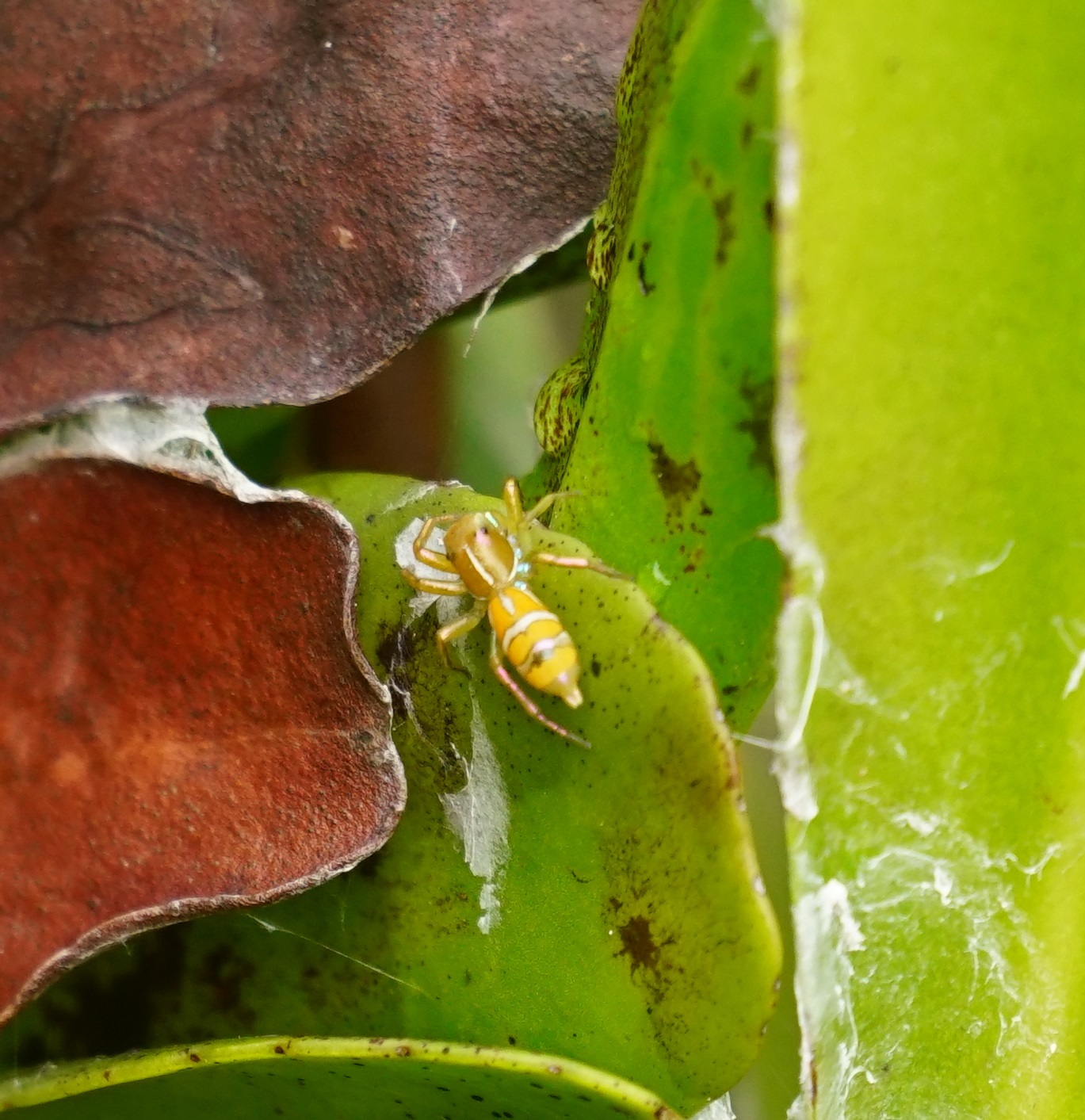
Cosmophasis bitaeniata

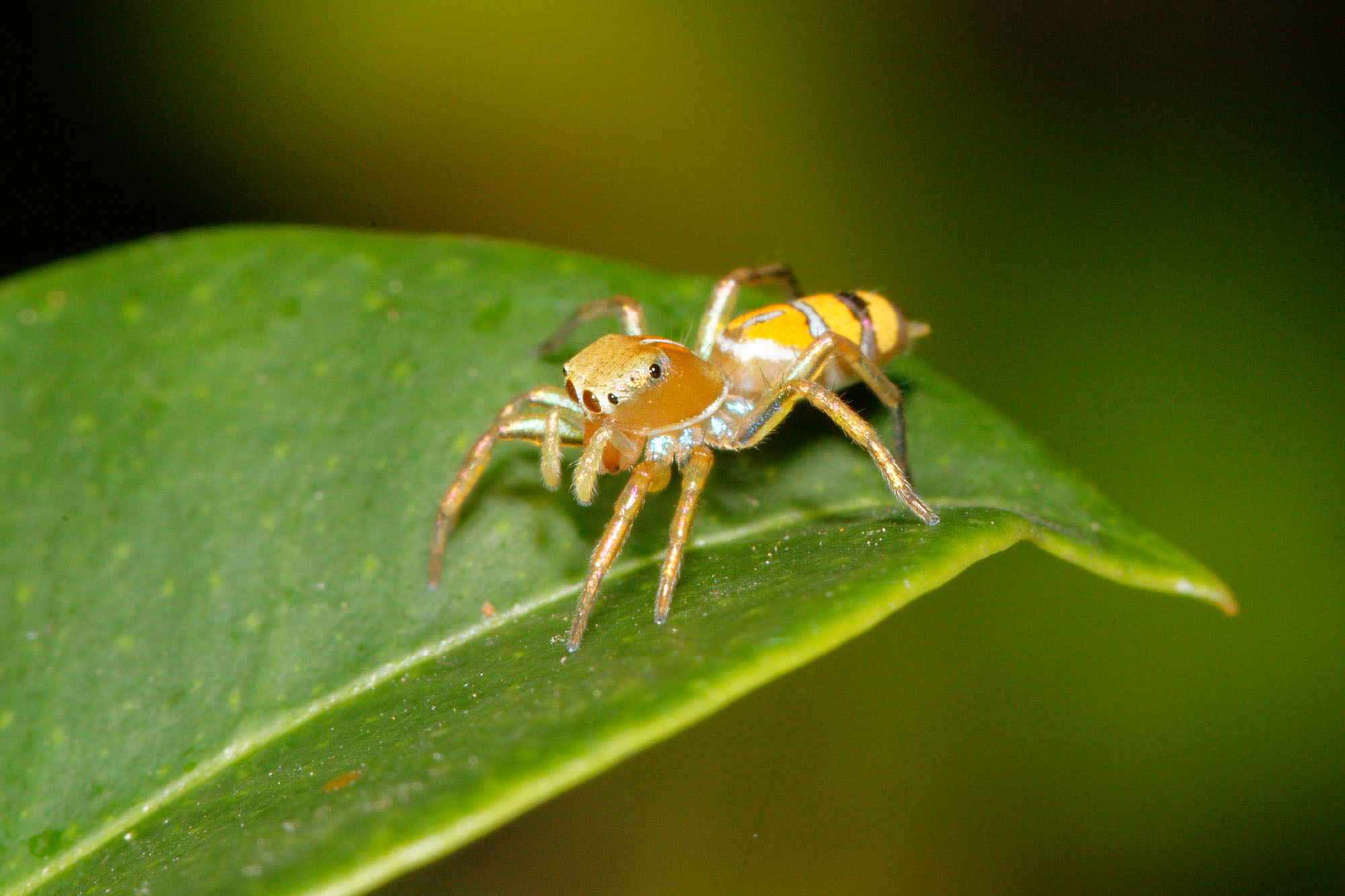
Cosmophasis bitaeniata

Le mâle holotype mesure 6,8 mm et la femelle, décrite comme holotype de Selaophora rubra, 5,8 mm.

### Diagnose
Cette espèce est orange rougeâtre avec des rayures transversales et mesure de 6 à 8 mm,. La partie dorsale de l'abdomen présente une marque sombre en partie postérieure. Les chélicères des mâles portent un éperon distal et des crochets non crantés. L'embolus du palpe est spiniforme et fixé à la partie postérieure du tegulum. Les tibias présentent des apophyses ventrales et rétrolatérales, les premières plus ou moins marquées, les dernières bifurquées. Les fosses épigynales sont allongées et divisées par un large guide médian. Les conduits séminaux sont en forme de U reliant les spermathèques via un court canal intermédiaire.

### Description du mâle
Le céphalothorax est orange à brun rougeâtre clair avec la partie oculaire marquée de deux zones centrales sombres. Les yeux sont entourés de noir sans frange au-dessus des yeux antérieurs. La zone de l’œil antérieur présente de nombreux poils fins de couleur crème. La région thoracique arbore une bande longitudinale médiane de poils crème s'étendant vers l'arrière,. 
Le clypeus est orange avec des poils blancs entre et sous les yeux antérieurs. Les chélicères, orange pâle, sont verticales avec une rainure peu profonde et une arête longitudinale se terminant par un éperon. Les crochets ne sont pas crantés. Les maxillaires et le labium sont jaune orangé, distalement plus pâles. Le sternum est jaune à orange pâle. 
L'abdomen est orange, plus pâle en dessous, avec une bande transversale crémeuse centrale et une bande postérieure en forme d'arc qui borde une tache centrale de poils gris foncé. La partie antérieur de l'abdomen arbore une bande marginale de poils crémeux et une bande blanche longitudinale centrale. Un patch blanchâtre apparaît juste avant les filières qui sont orange.
Les pédipalpes sont orange. Toutes les pattes sont orange avec des rayures gris foncé, prolatéralement sur les fémurs 1–4 et rétrolatéralement sur le tibia, le métatarse et les tarses 3 et 4. La zone prolatérale du tarse 3 et les métatarses 3 et 4 sont plus foncés de couleur gris orangé.

### Description de la femelle
Le motif de couleur du céphalothorax est semblable à celui du mâle avec une région oculaire plus pâle. La frange au-dessus des yeux antérieurs est absente. Le clypeus, le labium, le sternum et les pédipalpes sont semblables à ceux du mâle. Toutes les pattes sont colorées comme chez le mâle.

## Comportement
Cosmophasis bitaeniata est une espèce myrmécophile associée à Oecophylla smaragdina.
Cette salticide ne présente ni ressemblance morphologique ni ressemblance comportementale avec Oecophylla smaragdina mais se dissimule derrière des hydrocarbures cuticulaires qui imitent les mono- et diméthylalcanes des fourmis pour infiltrer leur colonie et se nourrir de leurs larves arrachées aux mandibules d'ouvrière mineures,,. 

### Alimentation
Cosmophasis bitaeniata se nourrit des œufs, des larves et des nymphes d'Oecophylla smaragdina. Cette espèce consomme également des diptères et des homoptères. Le cannibalisme a également été observé chez cette espèce.

### Reproduction
Cosmophasis bitaeniata, qui présente un ratio femelle/mâle biaisé,, dépose ses sacs d’œufs dans les chambres du nid d'Oecophylla smaragdina,.

### Parasites
Le diptère Ogcodes doddi peut parasiter Cosmophasis bitaeniata.

## Systématique et taxinomie
Cette espèce a été décrite sous le protonyme Sobara bitaeniata par le naturaliste allemand Eugen von Keyserling. Elle est placée dans le genre Cosmophasis par Simon en 1901.

## Publication originale
- Keyserling, 1882 : Die Arachniden Australiens, nach der Natur beschrieben und abgebildet, Bauer & Raspe, Nürnberg, p. 1325-1420.